# Alina San'ko
Alina San'ko (in russo Алина Санько?; Azov, 31 dicembre 1998) è una modella russa, eletta Miss Russia 2019 il 19 aprile 2019 e ottenendo la possibilità di rappresentare la Russia a Miss Universo 2019 e Miss Mondo 2019.